# Tramway de Cannes
Le tramway de Cannes a fonctionné de 1900 à 1933.

## Historique
Plusieurs projets pour desservir la ville voient le jour. Le premier à être adopté, en 1874, est celui de la circulation d'omnibus tirés par des chevaux. Ces omnibus ont fonctionné jusqu'à l'arrivée du tramway en 1899.

### Compagnie des tramways de Cannes
La Compagnie des tramways de Cannes (CTC), une filiale de l'Omnium Lyonnais, est créée le 8 février 1898 à Lyon. Ses statuts sont déposés chez maitre Pétrus Bernard notaire dans cette ville. Son siège se situe également dans cette ville, 39 rue Thomassin (siège de l'Omnium Lyonnais).
Les 3 janvier et 20 février 1900, deux décrets déclarent d'utilité publique la construction d'une ligne allant de La Bocca à Golfe-Juan via Cannes et de Vallauris à Antibes via Golfe-Juan.

## Historique du réseau
Le réseau s'étend sur 20,24 km.
- La ligne principale longe la Méditerranée, via la Bocca, traverse Cannes par la rue Félix-Faure et la route d'Antibes, puis contourne le littoral vers Golfe-Juan et Antibes.
- La ligne du Cannet à son origine place Félix-Faure, puis parvient à la gare de Cannes via la rue de la Gare et le boulevard Carnot.
- La ligne Vallauris commence à l'église de Vallauris, rejoint la route de Golfe-Juan et se termine à la gare de Golfe-Juan.

La construction débuta en 1898 avant même que la municipalité ne donne son autorisation.
Les lignes La Bocca - Golfe-Juan et Cannes - Le Cannet sont inaugurées le 25 février 1899.
La ligne d’Antibes à Vallauris est ouverte le 21 février 1900.
La ligne de La Bocca est prolongée jusqu'à Mandelieu et inaugurée le 4 décembre 1907.
En février 1909, une ligne allant de Cagnes-sur-Mer à Antibes est mise en service par la compagnie des Tramways de Nice et du Littoral (TNL).
Il est alors possible de se rendre en tramway de Mandelieu à Menton en faisant deux changements.
Le réseau fonctionne normalement durant la Première Guerre mondiale, mais à la suite de dommages sur la voie et de la ligne aérienne dus à une tempête, la ligne de Mandelieu est entièrement reconstruite en site propre.
La ligne côtière est exploitée de La Bocca à Antibes. Les lignes intérieures du Cannet et de Vallauris à Golfe-Juan sont exploitées en navette.
Le 23 mars 1924, un incendie détruit le dépôt des tramways et 18 motrices sur 31. Afin de rétablir le service, dix voitures sont louées au Tramway de Nice mais il fallut les rendre pour la période hivernale.
La CTC acheta alors des motrices d'occasion : quatre provenant des tramways de Melun et huit des tramways de l'Ouest Varois
C'est à cette époque que le premier service d'autobus commence à opérer. Cela mit à mal la situation financière de la CTC et le 30 mars 1927, elle est autorisée à utiliser ses propres autobus (6 Saurer et 6 Berliet) afin de compléter les services du tramway.
La compétition est rude et la CTC se trouve dans l'obligation de remplacer les tramways par des autobus. Les lignes de tramway entre Cannes (La Source) et Antibes et de La Bocca à Mandelieu sont converties en lignes d'autobus le 1er décembre 1930. Les lignes du centre-ville disparaissent le 11 mai 1933.

## Les lignes
- La Bocca - Cannes (place Félix Faure) - Golfe-Juan (9,5 km) : ouverture le 25-02-1899 ;
- Cannes (place Félix Faure) - Le Cannet (3 km) : (embranchement) ouverture le 25-02-1899 ;
- Vallauris - Golfe-Juan - Antibes (7,5 km) : (embranchement) ouverture le 21 février 1900 ;
- Mandelieu- La Bocca (4 km): (prolongement) ouverture le 4 décembre 1907 ;

Le centre du réseau est la Place Félix-Faure à Cannes. Le dépôt se trouvait rue Cirrode à l'Est de la ville.
À l'origine il n'existait pas de liaison avec la compagnie des tramways de Nice. Les voies des deux compagnies se croisaient à Antibes. Pendant la guerre de 1914-1918, elle fut créée pour permettre aux convois de marchandises de circuler de Nice à Cannes

## Matériel roulant

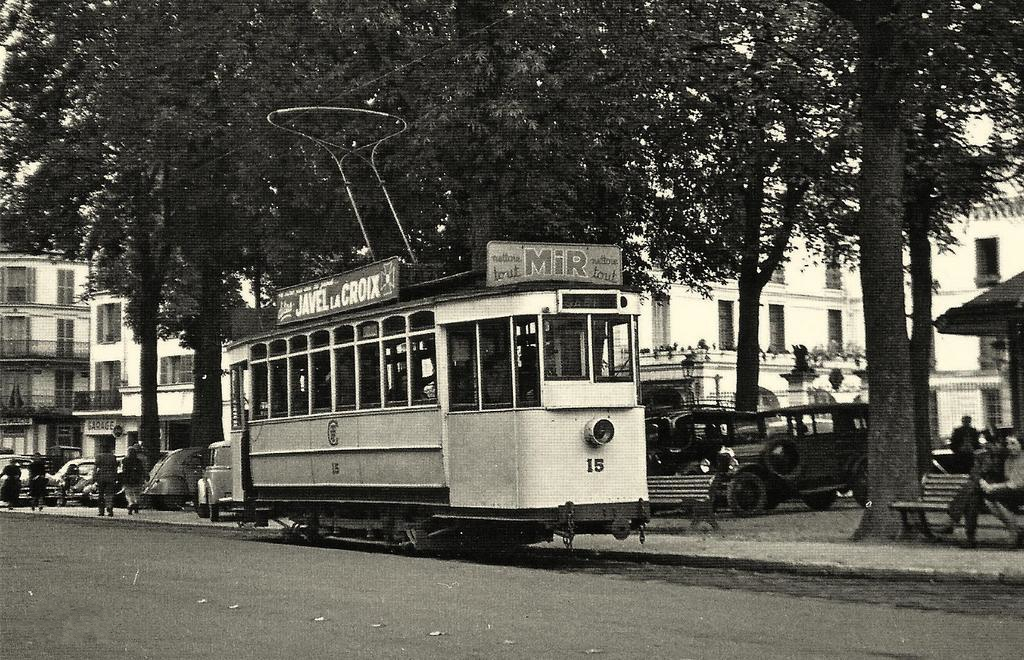
Motrice série 26 à 30, construite par la CIMT et vendue à Fontainebleau

Le service des toutes premières lignes est assuré par 16 motrices, numérotées de 1 à 16, et construites par La Buire à Lyon.

### Les débuts
Six motrices supplémentaires, numérotées de 17 à 22, sont achetées à la fin de l'année 1899 pour compléter le parc. Leurs plateformes sont plus basses que celles des voitures 1 à 16 et les portes d'accès sont situées sur le côté et non plus à l'angle.
Le trafic augmente et la Compagnie des tramways de Cannes se procure huit nouvelles motrices.
Trois autres voitures sont aussi achetées entre 1905 et 1908.
La compagnie achète deux motrices supplémentaires en 1907 pour desservir la ligne de Mandelieu. Ces deux voitures sont utilisées avec de nouvelles remorques.
En hiver, le parc n'est pas suffisant ; il faut alors louer des voitures circulant sur d'autres réseaux du groupe Omnium Lyonnais (Fontainebleau, Troyes, Poitiers, Pau et Avignon).
On fait l'acquisition de cinq nouvelles voitures construites par la CIMT et numérotées de 26 à 30.
Deux autres voitures identiques à celles achetées par le Tramway de Fontainebleau viennent compléter le parc en 1919 (numérotées 25 et 31).
- N° 1 à 16: motrices construites par La Buire à Lyon en 1899 ;
- N° 17 à 22: motrices construites par La Buire à Lyon en 1899 ;
- N° 23 à 24 : motrices construites en 1907, affectées à la ligne de Mandelieu ;
- N° 25: motrice du type Fontainebleau; construite par la CIMT en 1919[6] ;
- N° 26 à 30: motrices construites par la CIMT en 1913 ;
- N° 31: motrice du type Fontainebleau; construite par CIMT en 1919 ;
- N° 33 à 36: motrices provenant des tramways de Melun acquises en 1924.

### Reprise de la concession par la compagnie des tramways électriques de la Côte d'Azur et fin de l'exploitation
La compagnie des tramways électriques de la Côte d'Azur reçoit la concession des lignes de Cannes à Grasse par Mouans-Sartoux, avec embranchement vers Valbonne. Seule la première ligne sera ouverte le 20 août 1915 entre Cannes et Grasse. L'exploitation cesse le 22 novembre 1923, à la suite de la faillite de la compagnie T.C.A . Elle est reprise le 10 mars 1924 par la compagnie des tramways de Cannes (CTC), jusqu'au 1er octobre 1926, puis cesse définitivement.